# Schaamlippen

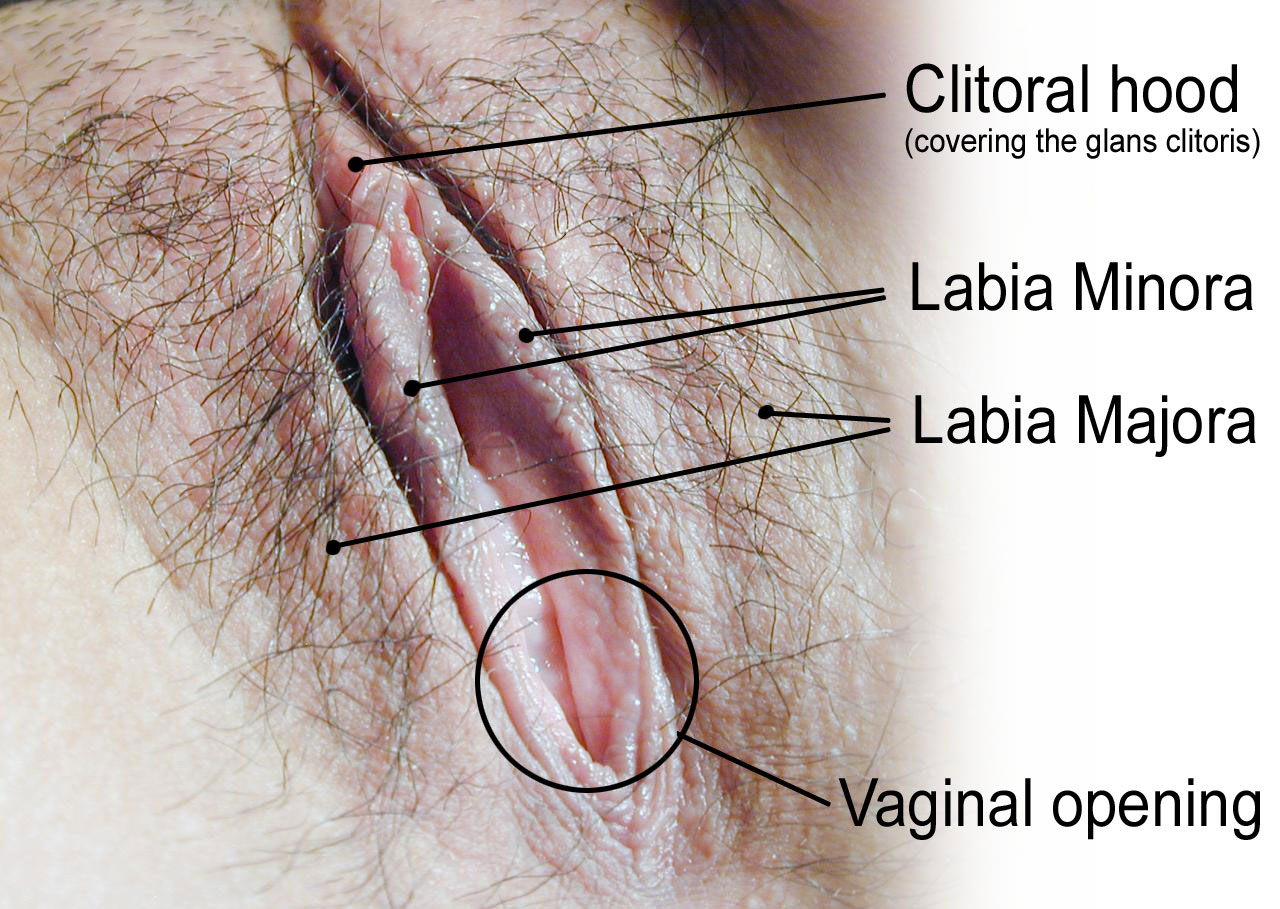
labia minora (binnenste schaamlippen) en labia majora (buitenste schaamlippen)

De schaamlippen of vulvalippen maken deel uit van de vulva, het uitwendige vrouwelijk geslachtsorgaan.
Bij de mens zijn er twee paar schaamlippen:
1. de binnenste schaamlippen (labia minora pudendi)
2. de buitenste schaamlippen (labia majora pudendi)

## Labia majora

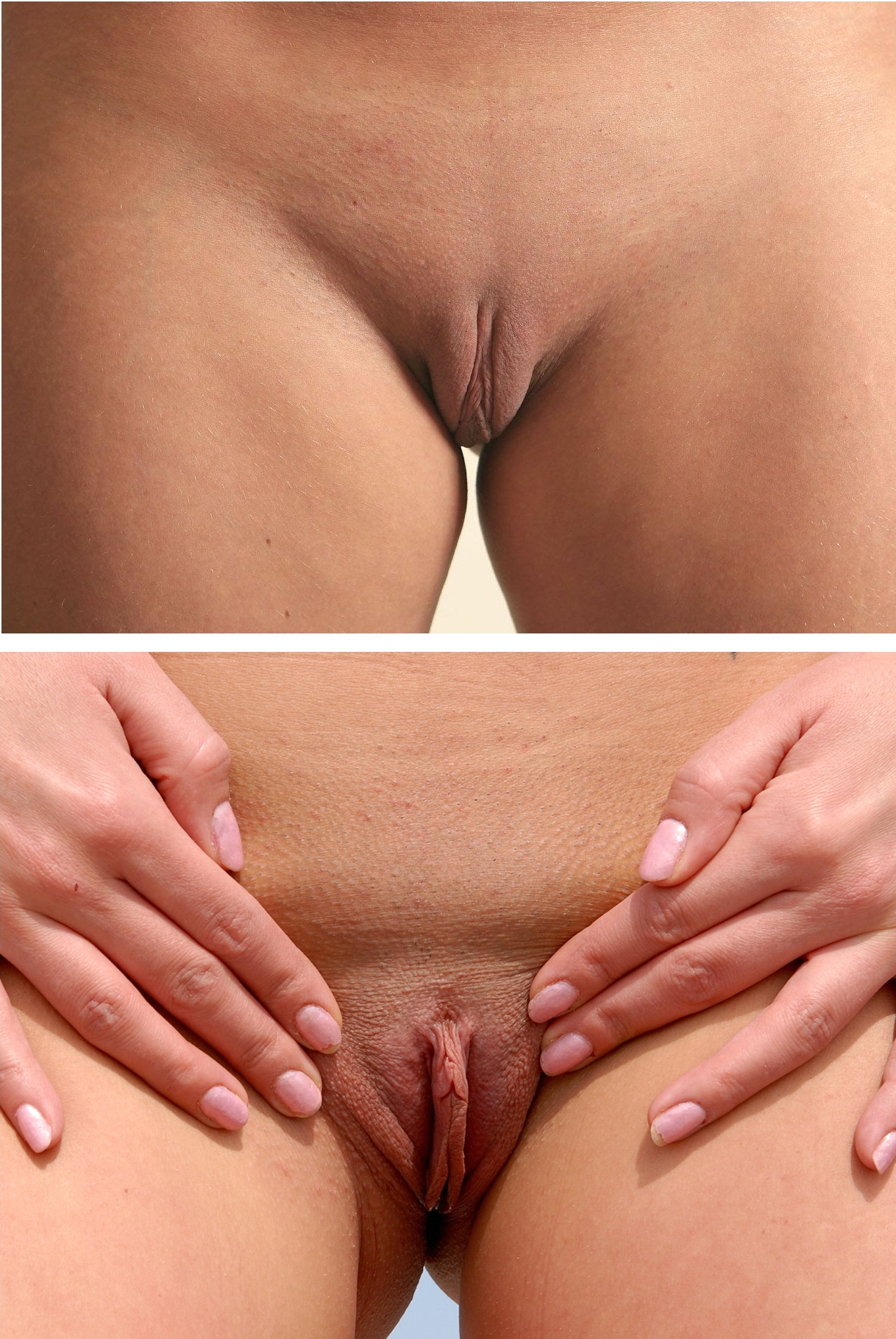
Wanneer de buitenste schaamlippen opzij worden geduwd, dan zijn de binnenste schaamlippen beter zichtbaar. De binnenste schaamlippen zijn verticale huidplooien in het midden van de vulva, het uitwendige vrouwelijke geslachtsorgaan.

De buitenste schaamlippen zijn behaarde huidplooien die om de binnenste schaamlippen heen liggen. Ze vormen aan beide kanten de grens van de vulva. Naar achteren toe verenigen ze zich tot de commissura posterior. Ze bevatten onder andere vet, zweet- en talgklieren. De buitenste schaamlippen liggen in niet-opgewonden toestand vaak tegen elkaar aan, waardoor ze aan de binnenliggende delen bescherming bieden. Bij seksuele opwinding zwellen de buitenste schaamlippen wat op en komen ze uit elkaar te liggen.

## Labia minora
De binnenste schaamlippen vormen een plooi met de opening van de vagina aan de onderzijde. Het zijn onbehaarde, dunne huidplooien die tussen de buitenste schaamlippen liggen. Aan de bovenkant komen ze samen en bedekken de clitoris. Ze bevatten talgklieren en ook erectiel weefsel. Net als de clitoris kunnen de binnenste schaamlippen onder invloed van seksuele prikkels opzwellen door een verhoogde bloedtoevoer.

## Variatie in uiterlijk

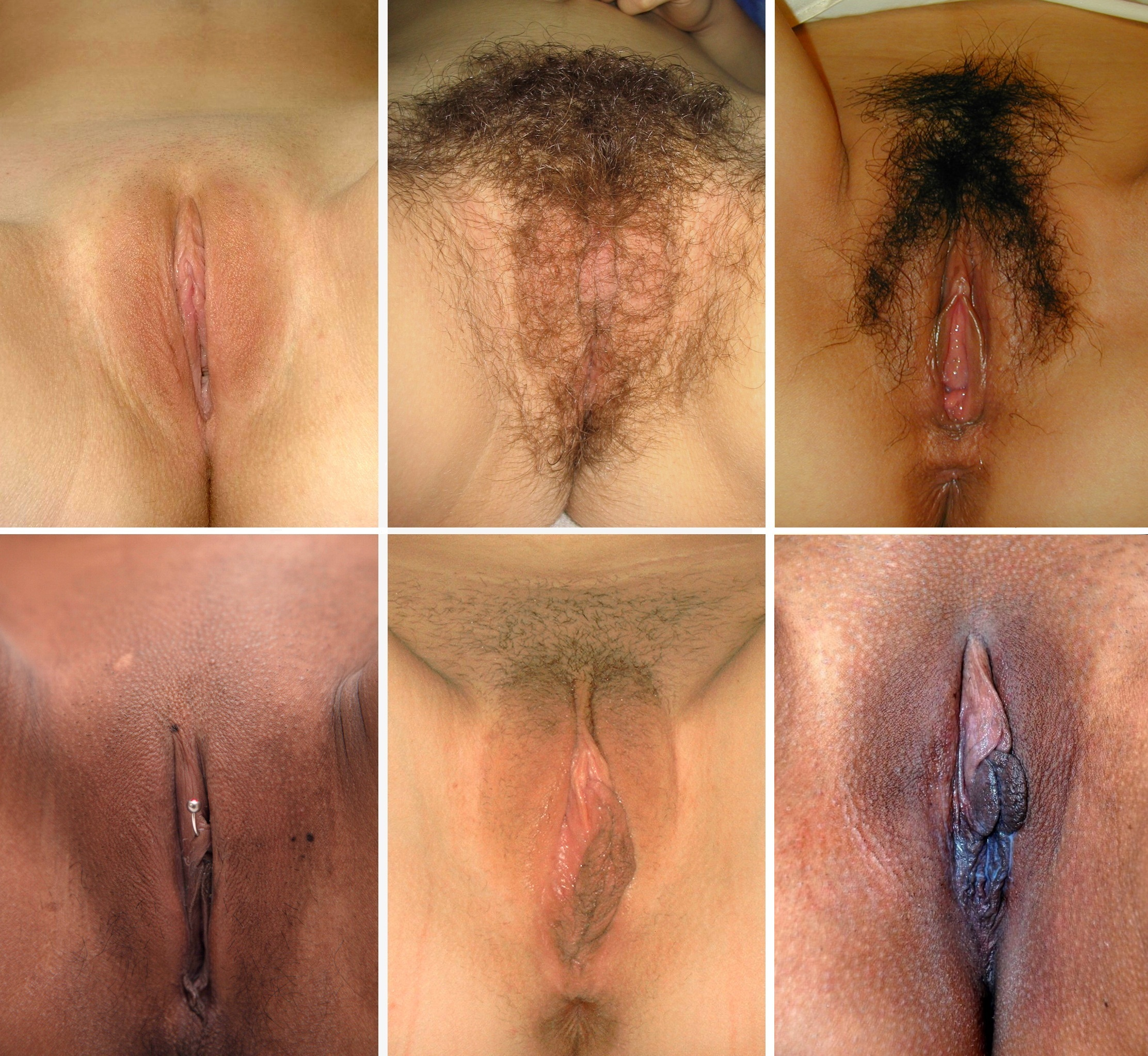
Variatie in het uiterlijk van de schaamlippen, waarbij in sommige gevallen het schaamhaar is verwijderd

Bij ongeveer 60% van de vrouwen zijn de binnenste schaamlippen na de puberteit groter dan de buitenste. Over het algemeen is er een grote variatie in kleur en vorm van de schaamlippen bij verschillende vrouwen. Bij lang niet alle vrouwen zijn de linker- en rechterschaamlippen identiek van vorm. Sinds het einde van de 20ste eeuw hebben meer jonge vrouwen, kinderen zelfs,  twijfels over hun schaamlippen; twijfels die medisch gezien niet terecht zijn.